# Häckeberga-Husarahagen
Häckeberga-Husarahagen este o arie protejată (arie specială de conservare — SAC, sit de importanță comunitară — SCI) din Suedia întinsă pe o suprafață de 50,6 ha, integral pe uscat.

## Localizare
Centrul sitului Häckeberga-Husarahagen este situat la coordonatele 55°33′10″N 13°25′17″E / 55.5529°N 13.4215°E.

## Înființare
Situl Häckeberga-Husarahagen a fost declarat sit de importanță comunitară în ianuarie 2002 pentru a proteja un număr necunoscut de specii din flora spontană și fauna sălbatică aflate în arealul zonei. Situl a fost protejat și ca arie specială de conservare în martie 2011.

## Biodiversitate
Situată în ecoregiunea continentală, aria protejată conține 3 habitate naturale: Păduri de fag Asperulo-Fagetum, Păduri de fag Luzulo-Fagetum, Mlaștini turboase de tranziție și turbării mișcătoare.
La baza desemnării sitului se află un număr nedeclarat de specii protejate.